# Krister Henriksson

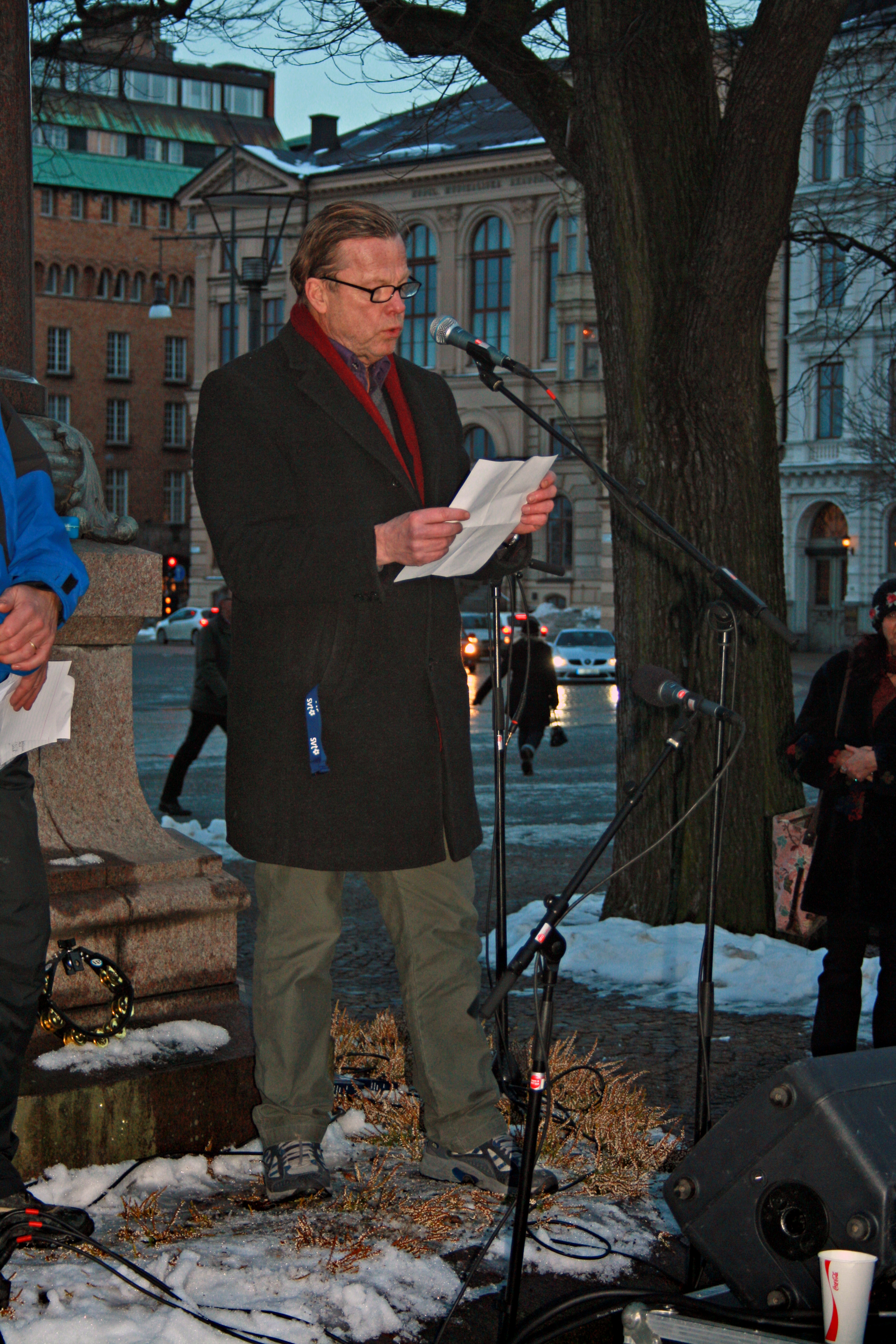
Krister Henriksson i "Fredag för frihet" i Stockholm 4 mars 2011.

Jan Krister Allan Henriksson, född 12 november 1946 i Häverö församling, Stockholms län, är en svensk skådespelare. 

## Biografi
Krister Henriksson växte upp i Grisslehamn och är son till fiskhandlaren Allan Henriksson och Gunvor Sjöblom. Efter studentexamen 1967 skrevs han in på Statens scenskola i Malmö där han utexaminerades 1971. Han var engagerad vid Norrköpings stadsteater 1971, vid Stockholms stadsteater 1972–1979 och 1984–1995 och däremellan TV-teatern 1980–1983. Till Dramaten kom han 1996.
Henriksson fick sitt genombrott på Stockholms stadsteater 1973 med huvudrollen i Peer Gynt. 1992 fick han en roll i tv-såpan Rederiet som intendent Björn Lindman, en av seriens skurkar. Han gjorde sin första roll på Kungliga Dramatiska Teatern 1993 som Lenny i Harold Pinters Hemkomsten.  Sitt stora genombrott fick han samma år genom huvudrollen i SVT-serien Den gråtande ministern. Henriksson fick en Guldbagge för bästa manliga huvudroll i Lisa Ohlins Veranda för en tenor och Sex, hopp & kärlek. På Teaterhögskolan i Stockholm var han professor i scenisk gestaltning. Mellan 2004 och 2009 var han delägare i Vasateatern i Stockholm. Henriksson sjöng 2009 sången Ett sista glas på hyllningskivan till Lars Forssell Snurra min jord. Säsongen 2024 och 2025 kommer Henriksson att göra en landsomfattande turné med Riksteatern och Eugene O'Neills klassiker Lång dags färd mot natt. 
Henriksson driver filmproduktionsbolaget Tåbb Aktiebolag med skådespelaren Cecilia Nilsson. Han läser även in ljudböcker, till exempel böckerna om Harry Potter, och var tidigare delägare i ljudboksförlaget AB Svenska Ljud Audioförlag.

### Familj
Henriksson två döttrar, födda 1973 och 1977, i ett samboförhållande och en son, född 1990, i ett samboförhållande med skådespelaren Cecilia Nilsson. Han bor i Stockholm.

## Priser och utmärkelser
- 1997 – O'Neill-stipendiet
- 1998 – Guldbaggen för bästa manliga huvudroll (i Veranda för en tenor)
- 2000 – Gösta Ekman-stipendiet
- 2000 – Litteris et Artibus
- 2005 – Guldbaggen för bästa manliga huvudroll (i Sex, hopp & kärlek)
- 2006 – Svenska Akademiens teaterpris
- 2007 – Guldmasken som "Bästa manliga skådespelare" (i Doktor Glas)
- 2009 – Till Adam Brombergs minne
- 2017 – Helgapriset

## Filmografi (i urval)
- 1972 – Snapphanepojken (TV-serie)
- 1977 – Mamma pappa barn
- 1978 – Frihetens murar
- 1979 – Barnförbjudet
- 1979 – Resan till San Michele (TV-pjäs)
- 1979 – Godnatt, jord (TV-serie)
- 1979 – Selambs (TV-serie)
- 1980 – Blomstrande tider
- 1980 – Mörker och blåbärsris (TV-pjäs)
- 1981 – Linje lusta (TV-pjäs)
- 1981 – Liten Karin (TV-pjäs)
- 1981 – Det kommer tre vandringsmän (TV-pjäs)
- 1982 – Ett hjärta av guld
- 1983 – Colombe
- 1983 – Lita på Don Juan (TV-pjäs)
- 1983 – Profitörerna (TV-serie)
- 1984 – Konsert för sluten avdelning (TV-pjäs)
- 1985 – August Strindberg: Ett liv (TV-serie)
- 1986 – Femte generationen (TV-serie)
- 1986 – Moa
- 1986 – På liv och död
- 1986 – Bumerang
- 1987 – Hästens öga (TV-serie)
- 1987 – Nionde kompaniet
- 1987 – Paganini från Saltängen (TV-serie)
- 1988 – Påsk
- 1989 – Vägen hem
- 1989 – Täcknamn Coq Rouge
- 1989 – 1939
- 1990 – Pelle flyttar till Komfusenbo
- 1990 – Kaninmannen
- 1990 – Tumba-Tarzan
- 1990 – Fiendens fiende (TV-serie)
- 1990 – Kära farmor (TV-serie)
- 1991 – Facklorna (TV-serie)
- 1991 – Fasadklättraren
- 1991 – Sista vinden från Kap Horn
- 1992 – Hammar
- 1992 – Min store tjocke far
- 1992–1993 – Rederiet (TV-serie)
- 1992 – Vi ses i Kraków
- 1993 – Den gråtande ministern (TV-serie)
- 1993 – Den korsikanske biskopen (TV-serie)
- 1993 – Kärlekens himmelska helvete
- 1994 – Frihetens skugga (TV-serie)
- 1994 – Fritänkaren – filmen om Strindberg
- 1995 – En nämndemans död (TV-serie)
- 1995 – Majken (TV-serie)
- 1995 – Som löven i Vallombrosa (TV-pjäs)
- 1996 – Ett sorts Hades (TV-teater)
- 1996 – Juloratoriet
- 1996 – Kalle Blomkvist – Mästerdetektiven lever farligt
- 1996 – Rusar i hans famn
- 1996 – Svensson Svensson (TV-serie)
- 1996 – Zonen (TV-serie)
- 1996 – Älvakungen dyker upp
- 1997 – 1996: Pust på meg!
- 1997 – Heta lappar
- 1997 – Slutspel
- 1997 – Svensson, Svensson - filmen
- 1998 – Ivar Kreuger (TV-serie)
- 1998 – Lyllo och Zorba
- 1998 – Sanna ögonblick
- 1998 – Veranda för en tenor
- 1999 – Babar – elefanternas konung
- 1999 – Gertrud
- 1999 – Klinkevals
- 1999 – Lusten till ett liv
- 1999 – Trettondagsafton
- 1999 – Nya riktningar
- 2000 – Når nettene blir lange
- 2000 – Trolösa
- 2000 – Brottsvåg (TV-serie)
- 2000 – Reuter & Skoog (TV-serie)
- 2001 – Anderssons älskarinna (TV-serie)
- 2001 – En förälskelse
- 2001 – Kommissarie Winter (TV-serie)
- 2001 – Hamilton (TV-serie)
- 2001 – Livvakterna
- 2001 – Minou kattflickan
- 2001 – Sniglar & råttsalami
- 2001 – Tsatsiki – vänner för alltid
- 2002 – Tusenbröder
- 2002 – Bella - bland kryddor och kriminella (TV-serie)
- 2002 – Elefanten och snigeln
- 2002 – Rederiet (TV-serie)
- 2003 – Reconstruction
- 2004 – The Return of the Dancing Master
- 2005 – Wallander – Innan frosten
- 2005 – Wallander – Byfånen
- 2005 – Wallander – Bröderna
- 2005 – Wallander – Mörkret
- 2005 – Sex, hopp & kärlek
- 2005 – Wallander – Afrikanen
- 2006 – Wallander – Den svaga punkten
- 2006 – Wallander – Mastermind
- 2006 – Wallander – Fotografen
- 2006 – Wallander – Täckmanteln
- 2006 – Wallander – Luftslottet
- 2006 – Wallander – Blodsband
- 2006 – Wallander – Jokern
- 2006 – Wallander – Hemligheten
- 2006 – Den enskilde medborgaren
- 2007 – Solstorm
- 2007 – Dinosaurier! (svensk röst)
- 2009 – Doktor Glas (TV-film)
- 2009 – Wallander – Hämnden
- 2009 – Wallander – Skulden
- 2009 – Wallander – Kuriren
- 2009 – Wallander – Tjuven
- 2009 – Wallander – Cellisten
- 2009 – Wallander – Prästen
- 2009 – Wallander – Läckan
- 2009 – Wallander – Skytten
- 2010 – Wallander – Dödsängeln
- 2010 – Wallander – Vålnaden
- 2010 – Wallander – Arvet
- 2010 – Wallander – Indrivaren
- 2010 – Wallander – Vittnet
- 2011 – Kyss mig
- 2013 – Wallander – Den orolige mannen
- 2013 – Wallander – Försvunnen
- 2013 – Wallander – Sveket
- 2013 – Wallander – Saknaden
- 2013 – Wallander – Mordbrännaren
- 2013 – Wallander – Sorgfågeln
- 2015 – Modus (TV-serie)
- 2016 – The Fall (TV-serie)
- 2017–2024 – Sommaren med släkten (TV-serie)
- 2017 – Modus (TV-serie)
- 2018 – Livet på Dramaten (TV-serie)
- 2018 – Ingen utan skuld (TV-serie)
- 2020–2022 – Hamilton (TV-serie)[13]

## Teater

### Roller (ej komplett)
| År   | Roll                                 | Produktion                                                                                            | Regi                                                   | Teater                                 |
| ---- | ------------------------------------ | --- | ------------------------------------------------------ | -------------------------------------- |
| 1971 | Ung man                              | Lavendel Walentin Chorell                                                                             | Bertil Norström                                        | Norrköping-Linköping stadsteater       |
| 1972 | Munken                               | Canterburysägner (The Canterbury Tales) Martin Starkie, Nevill Coghill, Richard Hill och John Hawkins | Torsten Sjöholm                                        | Norrköping-Linköping stadsteater       |
| 1972 | Rasker                               | Välkommen Allan Edwall                                                                                | Lars Gerhard Norberg                                   | Norrköping-Linköping stadsteater       |
| 1972 | Flamma                               | De vilda svanarna (De vilde Svaner) H.C. Andersen                                                     | Fred Hjelm                                             | Stockholms stadsteater                 |
| 1972 | Christer                             | Tillståndet Kent Andersson och Bengt Bratt                                                            | Fred Hjelm                                             | Stockholms stadsteater                 |
| 1973 | Edgar                                | Kung Lear (King Lear) William Shakespeare                                                             | Kalle Holmberg                                         | Stockholms stadsteater                 |
| 1973 | Erich                                | An der schönen blauen Donau (Geschichten aus dem Wiener Wald) Ödön von Horváth                        | Jan Håkanson                                           | Stockholms stadsteater                 |
| 1973 | Måns Per Eriksson                    | Gösta Berlings saga Selma Lagerlöf                                                                    | Johan Bergenstråhle Marie-Louise De Geer Bergenstråhle | Stockholms stadsteater                 |
| 1974 | Pierrot                              | Don Juan (Dom Juan ou Le Festin de pierre) Molière                                                    | Jonas Cornell                                          | Stockholms stadsteater                 |
| 1974 | Peer Gynt                            | Peer Gynt, del I Henrik Ibsen                                                                         | Fred Hjelm                                             | Stockholms stadsteater                 |
| 1975 | Den unge Peer Gynt                   | Peer Gynt, del II Henrik Ibsen                                                                        | Fred Hjelm                                             | Stockholms stadsteater                 |
| 1976 | Moritz Stiefel m.fl.                 | Längtan (Frühlings Erwachen) Frank Wedekind                                                           | Jonas Cornell                                          | Stockholms stadsteater                 |
| 1977 | Christian Zittemann                  | Slaget vid Lobositz (Die Schlacht bei Lobositz) Peter Hacks                                           | Friedo Solter                                          | Stockholms stadsteater                 |
| 1978 | Jago                                 | Othello William Shakespeare                                                                           | Johan Bergenstråhle                                    | Stockholms stadsteater                 |
| 1980 | Oates                                | Terra Nova Ted Tally                                                                                  | Fred Hjelm                                             | Stockholms stadsteater                 |
| 1980 | Karl Thomas                          | Hoppla, vi lever! (Hoppla, wir leben!) Ernst Toller                                                   | Fred Hjelm                                             | Stockholms stadsteater                 |
| 1983 | Baron Tusenbach                      | Tre systrar (Три сeстры, Tri sestry) Anton Tjechov                                                    | Otomar Krejča                                          | Stockholms stadsteater                 |
| 1985 | Matti, Puntilas chaufför             | Herr Puntila och hans dräng Matti (Herr Puntila und sein Knecht Matti) Bertolt Brecht                 | Fred Hjelm                                             | Stockholms stadsteater                 |
| 1985 | Arnold                               | Arnold (Torch Song Trilogy) Harvey Fierstein                                                          | Jan Maagaard                                           | Stockholms stadsteater                 |
| 1986 | Perikles, furste av Tyr              | Perikles (Pericles, Prince of Tyre) William Shakespeare                                               | Eva Ultz                                               | Stockholms stadsteater                 |
| 1986 | Oberon                               | Parken (Der Park) Botho Strauss                                                                       | Jan Maagaard                                           | Stockholms stadsteater                 |
| 1987 | Chang                                | Chang Eng Göran Tunström                                                                              | Henric Holmberg                                        | Stockholms stadsteater                 |
| 1989 | Maximillian Steinberg                | Besökare (Besucher) Botho Strauss                                                                     | Jan Maagaard                                           | Stockholms stadsteater                 |
| 1990 | Edmund Kean                          | Kean Alexandre Dumas den äldre                                                                        | Jan Maagaard                                           | Stockholms stadsteater                 |
| 1991 |                                      | Stålar (Loot) Joe Orton                                                                               | Peter Dalle                                            | Intiman                                |
| 1995 | Fyllot                               | Vigseln (Ślub) Witold Gombrowicz                                                                      | Karl Dunér                                             | Dramaten                               |
| 1997 | Ryttmästarn                          | Fadren August Strindberg                                                                              | Staffan Valdemar Holm                                  | Dramaten                               |
| 1998 | Simeonov-Pisjtjik                    | Körsbärsträdgården (Вишнёвый сад eller Visjnjovyj sad) Anton Tjechov                                  | Peter Langdal                                          | Dramaten                               |
| 1999 | Cyrano                               | Cyrano de Bergerac Edmond Rostand                                                                     | Ronny Danielsson                                       | Dramaten                               |
| 2001 | Adrien, Mathildes bror, fabriksägare | Tillbaka till öknen (Le Retour au désert) Bernard-Marie Koltès                                        | Staffan Valdemar Holm                                  | Dramaten                               |
| 2003 | Vladimir                             | I väntan på Godot (En attendant Godot) Samuel Beckett                                                 | Birgitta Englin                                        | Dramaten                               |
| 2008 | Medverkande                          | Snurra min jord hyllningsföreställning till Lars Forssell                                             | Lars Löfgren                                           | Vasateatern                            |
| 2015 | Karlsson                             | Karlsson på taket Astrid Lindgren                                                                     | Alexander Öberg                                        | Göteborgs Stadsteater                  |
| 2016 | Doktor Glas                          | Doktor Glas Hjalmar Söderberg                                                                         | Peder Bjurman Krister Henriksson                       | Dramaten                               |
| 2016 | Karlsson                             | Karlsson på taket Astrid Lindgren                                                                     | Alexander Öberg                                        | Dramaten                               |
| 2017 | Hugo Rask                            | Egenmäktigt förfarande Lena Andersson                                                                 | Eva Dahlman                                            | Scalateatern Flyttad till Maximteatern |
| 2018 | Norman                               | Påklädaren (The Dresser) Ronald Harwood                                                               | Eva Dahlman                                            | Dramaten                               |
| 2018 | Doktor Glas                          | Doktor Glas Hjalmar Söderberg                                                                         | Peder Bjurman Krister Henriksson                       | Dramaten                               |
| 2022 | Jean                                 | Fröken Julie August Strindberg och Marie-Louise Ekman                                                 | Marie-Louise Ekman                                     | Dramaten                               |
| 2022 |                                      | Nordic Crime Mattias Andersson                                                                        | Mattias Andersson                                      | Dramaten                               |
| 2025 | James Tyrone sr.                     | Lång dags färd mot natt (Long Day's Journey into Night) Eugene O'Neill                                | Eva Dahlman                                            | Riksteatern                            |

## Ljudboksuppläsningar (urval)
- 2004 – Harry Potter och de vises sten av J K Rowling
- 2004 – Harry Potter och Hemligheternas kammare av J K Rowling
- 2004 – Harry Potter och fången från Azkaban av J K Rowling
- 2004 – Harry Potter och den flammande bägaren av J K Rowling
- 2004 – Harry Potter och Fenixorden av J K Rowling
- 2006 – Harry Potter och Halvblodsprinsen av J K Rowling
- 2008 – Harry Potter och dödsrelikerna av J K Rowling
- 2009 – Den orolige mannen av Henning Mankell